# Ligdami di Nasso
Ligdami (in greco Λύγδαμις?; VI secolo a.C.) è stato un politico greco antico, divenuto tiranno dell'isola di Nasso nel 545 a.C.

## Biografia
Fu, inizialmente, membro dell'oligarchia di Nasso. Nel 546 a.C. appoggiò lo sbarco di Pisistrato a Maratona, ottenendo la sua restaurazione come tiranno di Atene.
L'anno seguente, Ligdami, approfittando del malcontento della popolazione per la concentrazione della ricchezza nelle mani degli oligarchi, rovesciò dell'oligarchia con l'aiuto di Pisistrato, divenendo il tiranno di Nasso. Protesse la sua posizione allontanando i potenziali rivali ed estese il suo dominio sulla vicina isola di Paros.

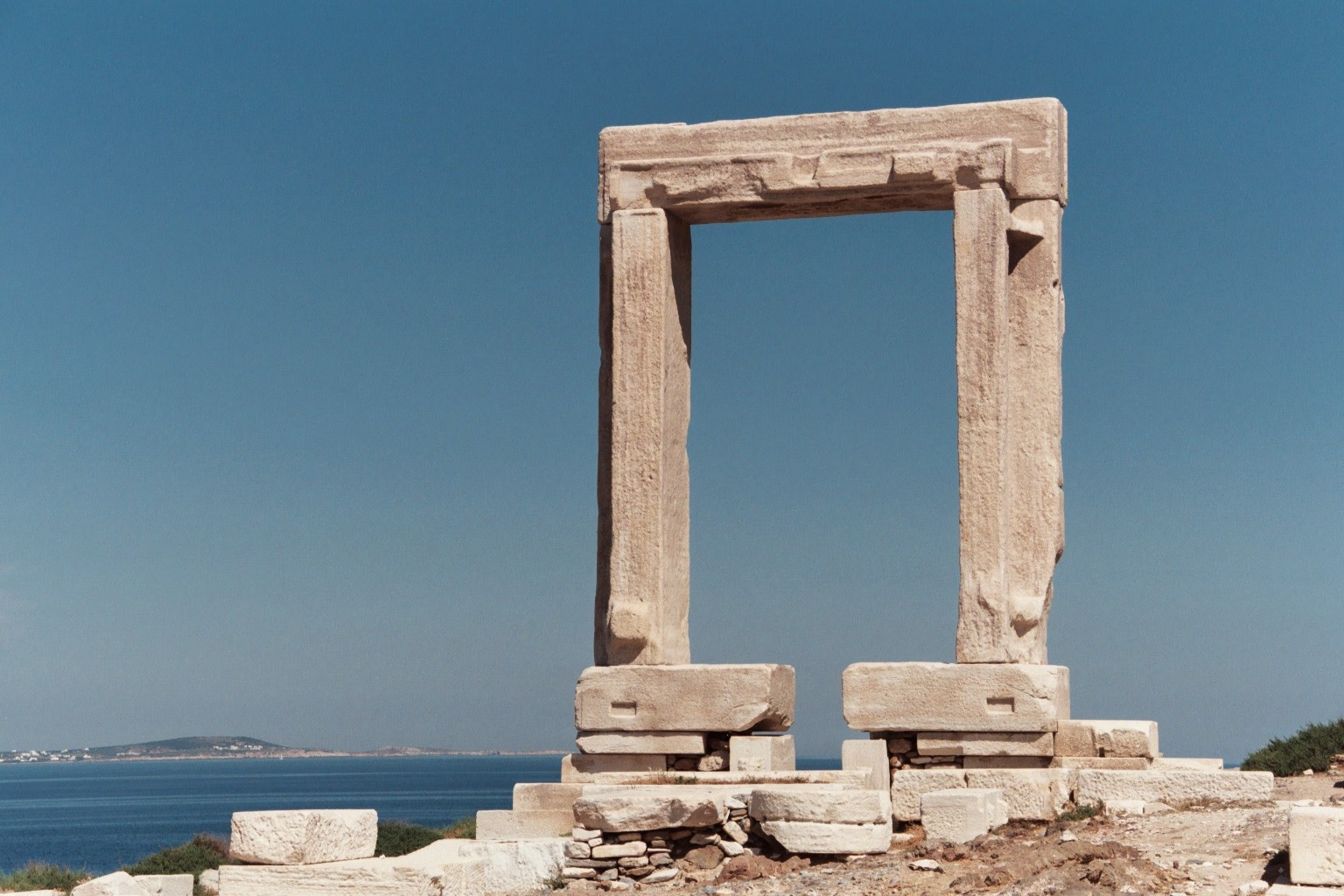
La "Portara", la porta del tempio di Apollo, a Nasso, fatto erigere da Ligdami.

Ligdami inviò mercenari per aiutare il suo alleato Policrate, il potente tiranno di Samo, nella sua campagna contro Mileto e Mitilene. Avviò anche un programma di costruzione ambiziosa, e nel 530 a.C. iniziò la costruzione di un enorme tempio dedicato ad Apollo, che non venne mai completato. La Portara, porta del tempio, è oggi uno dei monumenti più significativi di Nasso.
Nel 524 a.C., un esercito di Sparta pose termine alla tirannide di Ligdami. Naxos continuò a prosperare, negli anni immediatamente successivi, sotto il governo di una nuova oligarchia.